# Барсук-Мойсєєв Хома Іванович
Хома́ Іва́нович Барсу́к-Мойсє́єв (Мойза; * 1768 — † червень 1811) — російський і український вчений в галузі медицини.
Народився на Чернігівщині. Навчався в Київській академії. 1785 склав трактат «О превосходном блаженстве человеческом», присвячений київському совісному судді Д.Оболонському. Утворив собі нове, подвійне прізвище, русифікувавши старе та додавши його до анаграми слова «бурсак» (переставив місцями дві голосні букви). 1788 вступив на медичний факультет Московського університету. 1794 першим у цьому закладі здобув ступінь доктора медицини (із золотою медаллю).
З 1794 — професор Московського університету, викладач фізіології, дієтетики, патології та терапії.

## Праці
Праці Барсук-Мойсєєва присвячені проблемі дихання і вивченню впливу факторів зовнішнього середовища на організм людини. Переклав російською мовою низку праць зарубіжних авторів, у тому числі — німецького натураліста Блуменбаха і коментував ряд творів з різних питань медицини.
Отримав чин надвірного радника.